# مارك سنو
مارك سنو (بالإنجليزية: Mark Snow) (و. 1946 – م) هو ملحن من الولايات المتحدة الأمريكية. ولد في مدينة نيويورك.
```
تعلم في 
مدرسة جوليارد
.
```

## وصلات خارجية
- مارك سنو على موقع IMDb (الإنجليزية)
- مارك سنو على موقع روتن توميتوز (الإنجليزية)
- مارك سنو على موقع ألو سيني (الفرنسية)
- مارك سنو على موقع ميوزك برينز (الإنجليزية)
- مارك سنو على موقع ميوزك برينز (الإنجليزية)
- مارك سنو على موقع أول موفي (الإنجليزية)
- مارك سنو على موقع قاعدة بيانات الأفلام السويدية (السويدية)
- مارك سنو على موقع أول ميوزيك (الإنجليزية)
- مارك سنو على موقع ديسكوغز (الإنجليزية)
- مارك سنو على موقع ديسكوغز (الإنجليزية)